# Linia kolejowa Woskriesiensk – Kurowskaja
Linia kolejowa Woskriesiensk – Kurowskaja – linia kolejowa w Rosji łącząca stację Woskriesiensk ze stacją Kurowskaja. Jest to fragment Wielkiego Pierścienia Kolei Moskiewskiej, będącego kolejową obwodnicą Moskwy. 
Odcinek Woskriesiensk – Bieriendino zarządzany jest przez region moskiewsko-riazański, natomiast fragment Iljinskij Pogost – Kurowskaja zarządzany jest przez region moskiewsko-kurski. Oba te regiony są częścią Kolei Moskiewskiej, wchodzącej w skład Kolei Rosyjskich. 
Linia położona jest w obwodzie moskiewskim. Na całej długości jest zelektryfikowana i dwutorowa.

## Historia
Linia z północy do Iljinskiego Pogostu powstała w Imperium Rosyjskim i jest najstarszym fragmentem Wielkiego Pierścienia Kolei Moskiewskiej. Natomiast fragment Woskriesiensk – Iljinskij Pogost zbudowano w Związku Sowieckim. Od 1991 linia położona jest w Rosji.